# Denominación de Origen Manzanilla-Sanlúcar de Barrameda
Manzanilla-Sanlúcar de Barrameda es la denominación de origen protegida vinícola española que ampara legalmente la crianza y comercialización de la manzanilla de Sanlúcar de Barrameda.
Esta denominación obtuvo su registro ante la Unión Europea el 13 de junio de 1986. También cuenta con registro ante la Organización Mundial de la Propiedad Intelectual desde 22 de junio de 2021.

## Origen
Desde 1933, la manzanilla de Sanlúcar de Barrameda se comercializó bajo la Denominación de Origen Jerez-Xérès-Sherry. Sin embargo, en 1964 se modificó el reglamento de dicha denominación, creándose la denominación de origen Manzanilla-Sanlúcar de Barrameda, reconociéndose oficialmente el carácter especial de la manzanilla dentro de los demás jereces y quedando ambas denominaciones amparadas por un mismo Consejo Regulador.

## Producción
La denominación manzanilla se ha usado a veces de manera genérica, lo que ha llevado a recientes pleitos como el de la "Manzanilla de Lebrija".
Ante esto la Unión Europea ha hecho pronunciamiento taxativo que identifica a la manzanilla exclusivamente como un vino característico que procede exclusivamente de Sanlúcar de Barrameda.[cita requerida]
Igualmente, en 2019 se dio sentencia firme que obliga a comercializar el producto embotellado, desautorizando la venta "bag in box". Esto dio lugar a una propuesta de la Asociación de Bodegas Artesanas de Sanlúcar de Barrameda (Asaba) para comercializar su vino fuera de la denominación